# Willem de Jager
Willem de Jager (Stellendam, 6 juli 1898 – Stellendam, 26 september 1961) was een Nederlands reddingswerker. Hij was 32 jaar schipper op de reddingsboot die gestationeerd was te Stellendam op het Zuid-Hollandse eiland Goeree-Overflakkee. In het Nationaal Reddingmuseum Dorus Rijkers in Den Helder is een vitrine aan deze redder gewijd.
De Jager stamde uit een reddersfamilie. Zijn vader, Adriaan de Jager, ondernam, eerst met zijn eigen visserschip en later met een aangekochte reddingsloep, de nodige reddingen. 
Willem de Jager’s eerste reddingservaring was op 12-jarige leeftijd toen hij stiekem op de boot van zijn vader meevoer voor redding van de opvarenden van de gestrande bark Wakefield (1911).
In 1926 richtte de Zuid-Hollandse Maatschappij tot Redding van Schipbreukelingen (ZHMRS) een reddingstation in Stellendam op. Er kwam toen een nieuwe motorreddingboot, de Koningin Wilhelmina. De Jager was vanaf het begin tot aan 1958 schipper op deze boot. Nog drie broers waren actief: Leen als machinist en Arie als opstapper bij hun broer aan boord en later Dirk aan de wal in Stellendam als agent van de ZHMRS.
Samen met zijn bemanning heeft De Jager vele reddingen verricht, onder andere van de Fort de Troyon in 1926 en de zeeslepers Ganges en Witte Zee in 1952. In de 32 dienstjaren droeg hij met zijn bemanning bij aan de redding van 255 schipbreukelingen.
In de Tweede Wereldoorlog is hij meerdere keren uitgevaren voor neergestorte vliegtuigen. Verder maakte hij voor Joden een motorsloep gereed waarmee ze naar Engeland wisten te vluchten.
Tijdens de watersnoodramp van 1953 is Willem de Jager een week lang dag en nacht in actie geweest om dorpelingen van Stellendam te redden uit huizen, schuren en bomen. Hij liep daarbij een ernstige bloedvergiftiging op waarvan hij niet geheel herstelde.
Na zijn pensionering in 1958 is De Jager tijdens een van zijn wandelingen langs de haven van Stellendam te water geraakt en verdronken. De bemanning van de Koningin Wilhelmina heeft hem uit het water gehaald.
Willem de Jager is koninklijk onderscheiden met de Orde van de Nederlandse Leeuw. Van de reddingmaatschappij ontving hij een gouden erepenning voor Menslievend Hulpbetoon en de gouden medaille van de ZHMRS.